# Snejnogorsk
Snejnogorsk (en rus Снежногорск) és una ciutat tancada de l'óblast de Múrmansk, a Rússia. Es troba al golf de Kola, a la mar de Barentsz, a 26 km al nord de Múrmansk.
La vila fou fundada el 1970 prop del poble de Viujni, amb el nom de Múrmansk-60 durant l'època soviètica.